# Slag bij Kopenhagen (1807)
De Slag bij Kopenhagen (16 augustus – 5 september 1807), ook wel de Tweede Slag bij Kopenhagen of het Bombardement van Kopenhagen genoemd, was een Britse aanval op de Deense hoofdstad Kopenhagen tijdens de napoleontische oorlogen.
Het ging om een preëmptieve aanval door het Verenigd Koninkrijk op Denemarken-Noorwegen, dat destijds neutraal was in het conflict tussen de Britten en het Franse rijk van Napoleon. Kopenhagen werd dagenlang door de Britse vloot gebombardeerd, met duizenden doden onder de bevolking als gevolg. De Britten dwongen zo de Denen om hun gehele vloot aan hen over te dragen, zodat deze geen bedreiging kon vormen voor de Britse toegang tot de Oostzee.
Het bombardement vormde het begin van de zogenaamde Kanonneerbootoorlog tussen Denemarken-Noorwegen en het Verenigd Koninkrijk, die pas in 1814 eindigde met de Vrede van Kiel.
Het inlijven van een vijandige vloot wordt sindsdien in het Engels Copenhagenization genoemd.

## Achtergrond
Zes jaar eerder had de Britse vloot al eens een verrassingsaanval uitgevoerd op de Deense vloot bij Kopenhagen. In deze Zeeslag bij Kopenhagen (1801) hadden de Denen veel schepen verloren. Desondanks bezat Denemarken in 1807 nog steeds een aanzienlijke vloot. Het grootste deel van de Deense leger, onder bevel van kroonprins Frederik, bevond zich in het zuiden van Denemarken om de grenzen te beschermen tegen een mogelijke Franse aanval.
In het Verenigd Koninkrijk werd gevreesd dat Napoleon de Denen ertoe zou brengen om de Sont voor Britse schepen af te sluiten, zodat deze niet meer konden handelen op de Oostzee. De Britten zagen de toegang tot de Oostzee als cruciaal voor de Britse handel. Ze hadden behoefte aan hout en andere grondstoffen om hun oorlogsschepen te kunnen onderhouden en nieuwe schepen te kunnen bouwen. Ook stonden de Britten via de Oostzee in verbinding met hun bondgenoten Zweden en (tot de Vrede van Tilsit) Rusland. De Britten dachten dat de Deense onafhankelijkheid na de nederlaag van Pruisen tegen de Fransen in december 1806 steeds meer in gevaar kwam. Charles Grey, destijds minister van Buitenlandse Zaken, had een poging gedaan de Denen ervan te overtuigen om zich aan te sluiten bij het Brits-Zweedse bondgenootschap tegen Napoleon, maar de Denen hadden geweigerd kant te kiezen.
Rond midden juli raakten de Britten ervan overtuigd dat de Fransen van plan waren om de Deense provincie Holstein binnen te vallen en zo Denemarken te dwingen om de Britten van de Sont af te sluiten. Volgens sommige bronnen hadden de Denen in het geheim al aan de Franse dreiging toegegeven. Het Britse kabinet besloot actie te ondernemen, en op 14 juli kreeg Henry Phipps (lord Mulgrave), de First Lord of the Admirality, koninklijke toestemming om 21 of 22 oorlogsschepen naar het Kattegat te sturen om actie tegen de Deense vloot te ondernemen. Op 18 juli besloot het kabinet om de diplomaat Francis Jackson naar Kopenhagen te sturen om de Denen ervan te overtuigen hun vloot aan de Britten over te geven. Diezelfde dag stuurde de Britse admiraliteit nog eens 50 schepen onder bevel van admiraal James Gambier naar de Sont. Op 19 juli gaf de minister van Oorlog en de Kolonies, Henry Robert Stewart (lord Castlereagh), opdracht aan generaal William Cathcart om vanaf Stralsund op te trekken naar Kopenhagen, waar de Britse vloot klaar zou staan met versterkingen.

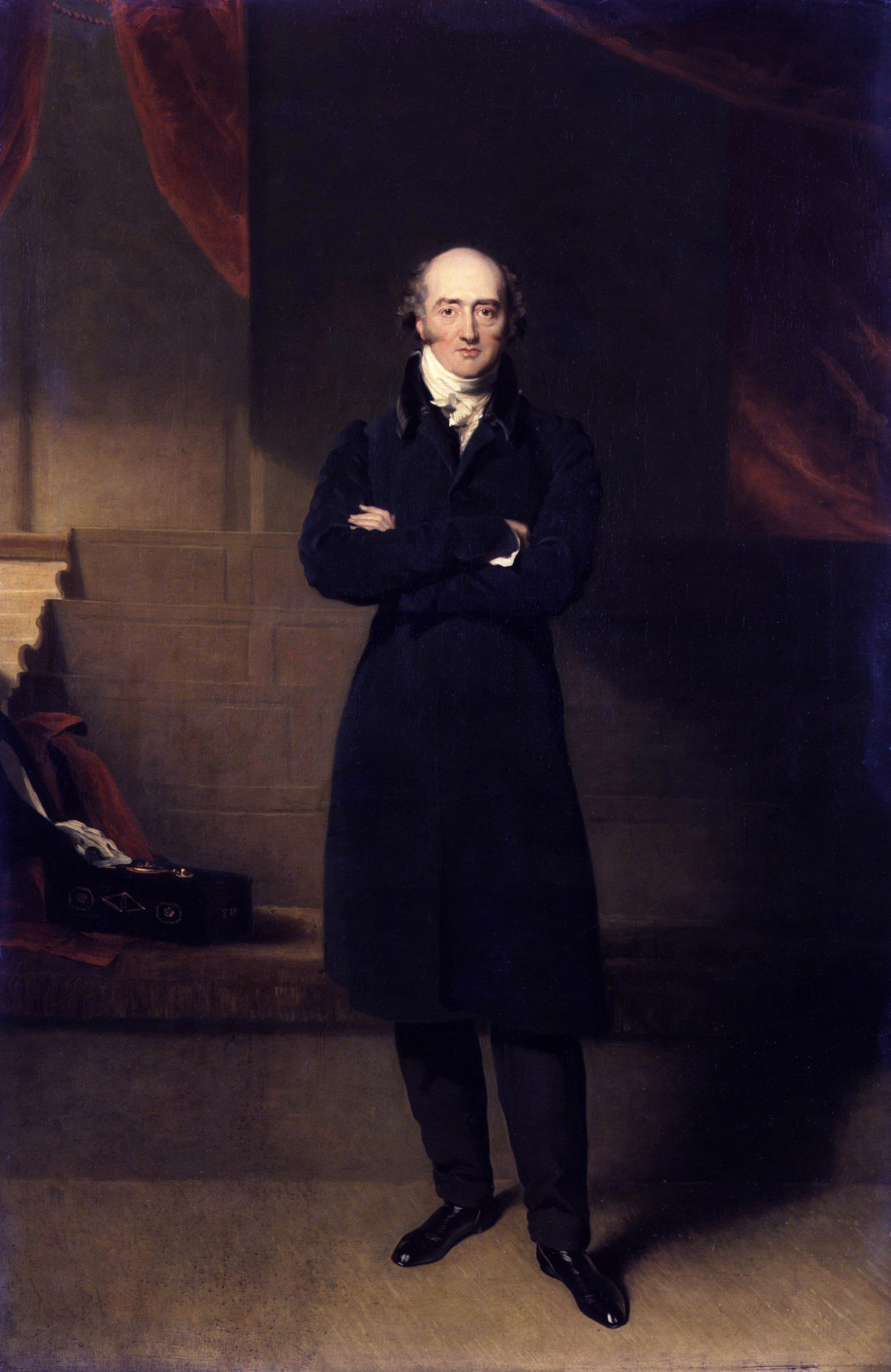
George Canning, portret uit 1825

In januari 1808 meldde Robert Jenkinson (lord Hawkesbury) aan het Hogerhuis dat hij inlichtingen had gekregen dat er geheime afspraken waren gemaakt, als deel van de Vrede van Tilsit, dat de oorlogsvloten van Denemarken en Portugal tegen de Britten zouden worden ingezet. Hawkesbury weigerde zijn bron te noemen omdat dit volgens hem vele levens in gevaar zou brengen. In de nacht van 21-22 juli kreeg de Britse minister van Buitenlandse Zaken George Canning bericht vanuit Tilsit dat Napoleon een poging had gedaan tsaar Alexander I van Rusland ervan te overtuigen om samen met Denemarken en Portugal een bondgenootschap tegen de Britten te sluiten. Spencer Perceval, de Britse minister van Financiën, schreef een uiteenzetting van de Britse beweegredenen om Kopenhagen aan te vallen. Volgens Perceval hadden de Britten inlichtingen van veel verschillende bronnen dat Napoleon van plan was om Denemarken te dwingen om oorlog te verklaren aan het Verenigd Koninkrijk. Onder deze omstandigheden, schreef Perceval, zou het "dwaas en idoot" zijn om de Deense oorlogsverklaring af te wachten.
De Britten verzamelden een troepenmacht van 25.000 man. De voorhoede van deze troepenmacht verliet de Britse havens op 30 juli. De diplomaat Francis Jackson reisde de volgende dag af naar Kopenhagen met een aanbod van de Britse minister voor Buitenlandse Zaken Canning. Hij bood Denemarken een bondgenootschaps- en verdedigingsverdrag aan in ruil voor de overgave van de Deense vloot, die na de oorlog weer teruggeven zou worden aan Denemarken. Tevens zouden de Britten 21 oorlogsschepen sturen om Denemarken te beschermen tegen een vijandige vlootaanval. Daarnaast boden de Britten aan te betalen voor het onderhoud van in Denemarken gestationeerde Britse troepen.
De Britse inlichtingen over Napoleons bedoelingen bleken juist. Op 31 juli gaf Napoleon opdracht aan zijn minister van Buitenlandse Zaken Talleyrand om Denemarken ervan op de hoogte te stellen dat ze zich moesten voorbereiden op oorlog tegen de Britten. Zouden ze weigeren om Napoleons kant te kiezen, dan zou de Franse maarschalk Bernadotte met zijn troepen Holstein binnenvallen.
Zowel Talleyrand als Jackson wisten de Denen er niet van te overtuigen om hun neutraliteit op te geven. Jackson keerde op 15 augustus terug naar de Britse vloot, die zich inmiddels in de Sont bevond. De Britten kwamen met een proclamatie waarin ze de Deense vloot opeisten, waarop de Denen reageerden met wat feitelijk neerkwam op een oorlogsverklaring.

## Aanloop

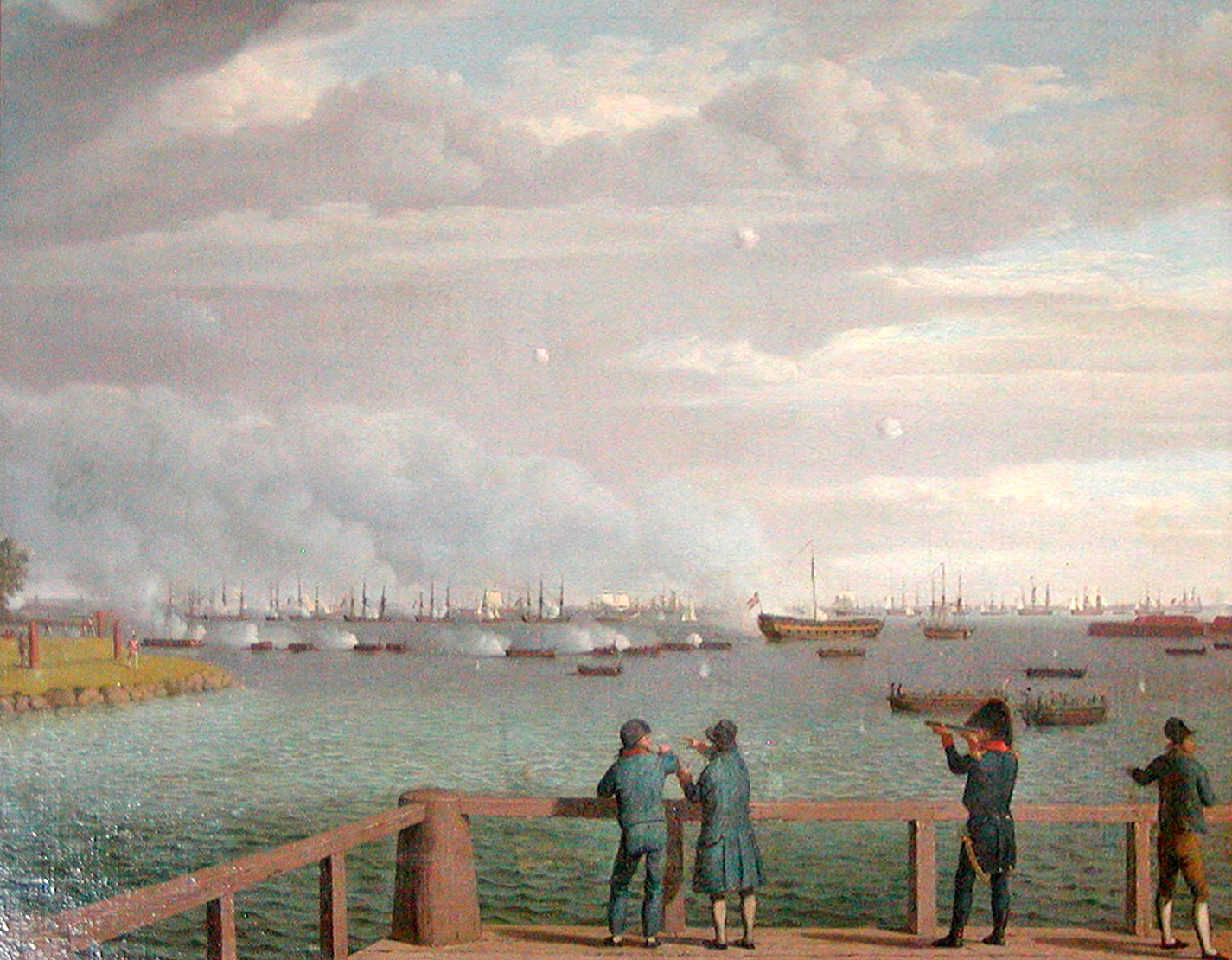
De Britse vloot ligt voor Kopenhagen, augustus 1807

Op 12 augustus verliet het Deense fregat Frederiksværn (32 kanonnen) de haven van Helsingør en zeilde richting Noorwegen. Hoewel er nog geen officiële oorlogsverklaring was, stuurde de Britse admiraal Gambier het linieschip Defence (74 kanonnen) en de kleinere Comus (22 kanonnen) achter het Deense schip aan. Er stond weinig wind, waardoor de Comus veel sneller was dan de Defence, die steeds verder achterviel. Op 15 augustus haalde de Comus de Frederiksværn in nabij Marstrand in Zuid-Zweden en nam het Deense schip in.
Op 29 augustus versloegen Britse troepen onder bevel van generaal Wellesley een Deense militie-eenheid en een grotere eenheid van reguliere Deense troepen in de Slag bij Køge, ten zuiden van Kopenhagen. Binnen enkele dagen was Kopenhagen geheel ingesloten door Britse troepen.

## Bombardement

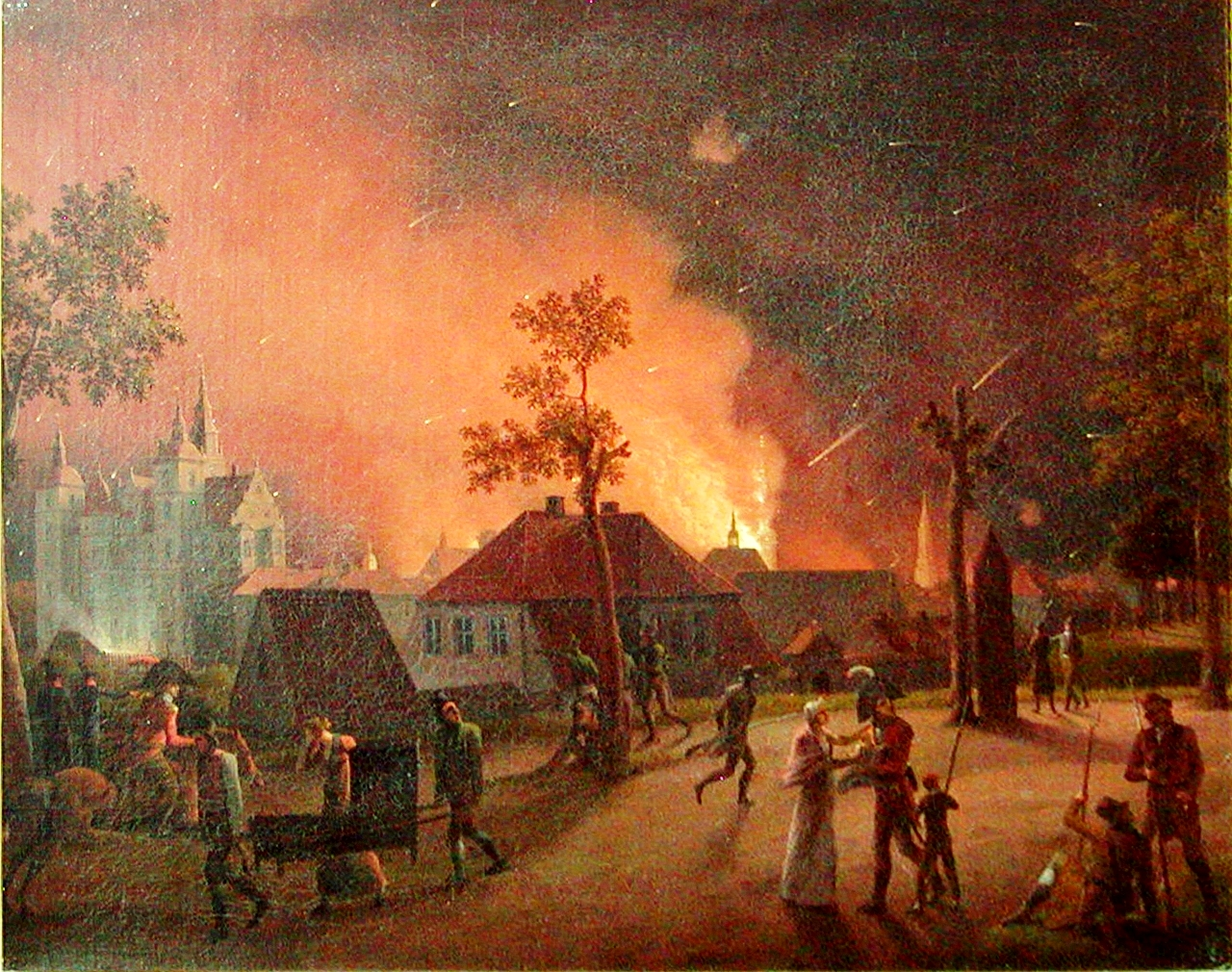
Kopenhagen wordt gebombardeerd in de nacht van 3-4 september

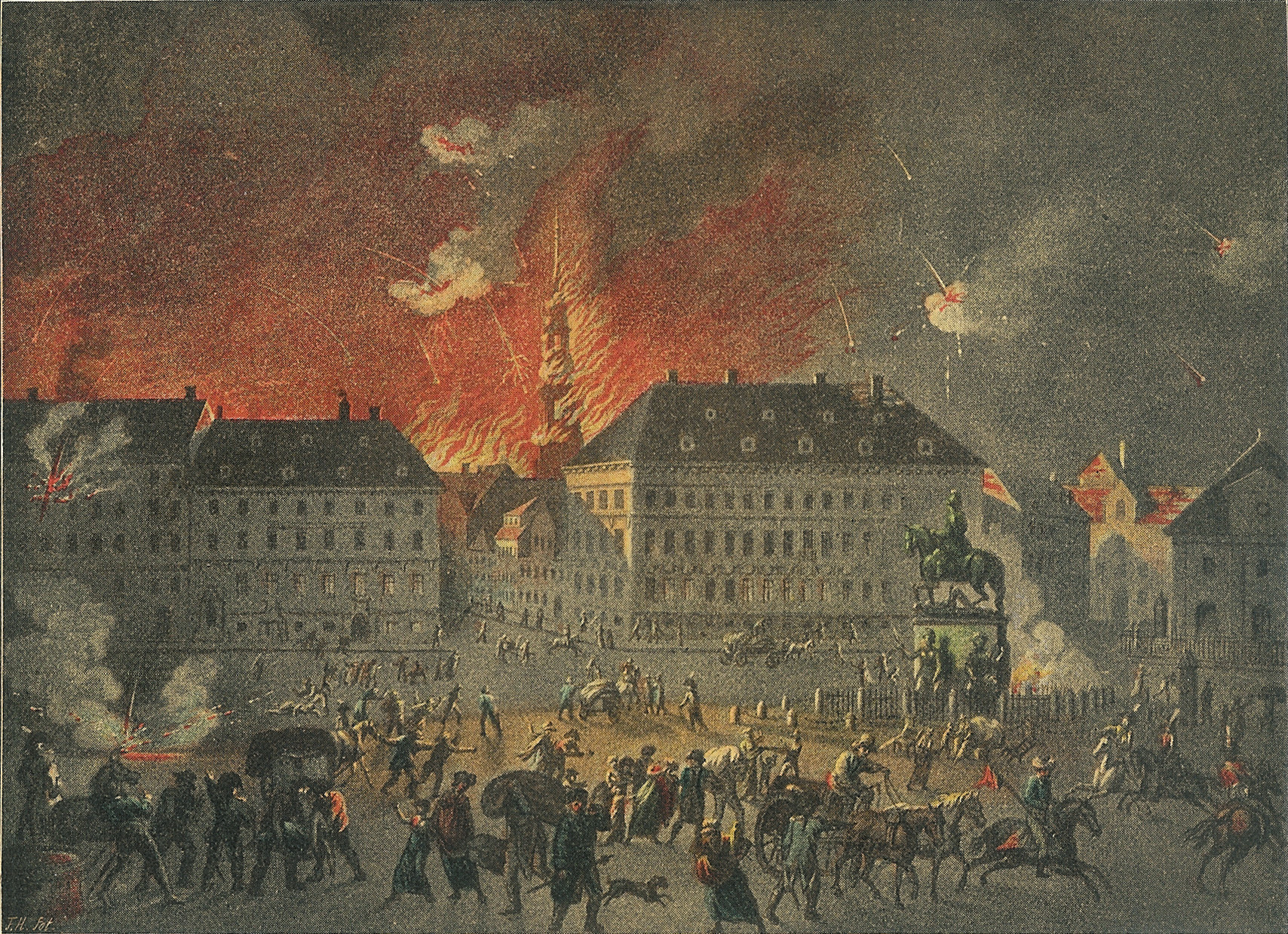
Het bombardement gezien vanaf het plein Kongens Nytorv

Nadat de Denen weigerden in te gaan op een Britse eis tot overgave, ging admiraal Gambier over tot een bombardement van de stad (2-5 september). Bij dit bombardement kwam meer dan 2.000 burgers van Kopenhagen om. Tevens werd meer dan 30% van de gebouwen in de stad verwoest. In het bombardement werden onder andere Congreveraketten gebruikt, waardoor branden in de stad uitbraken. Een Congreveraket trof de kerktoren van de Vor Frue Kirke, waarna de kerk geheel afbrandde.

## Overgave

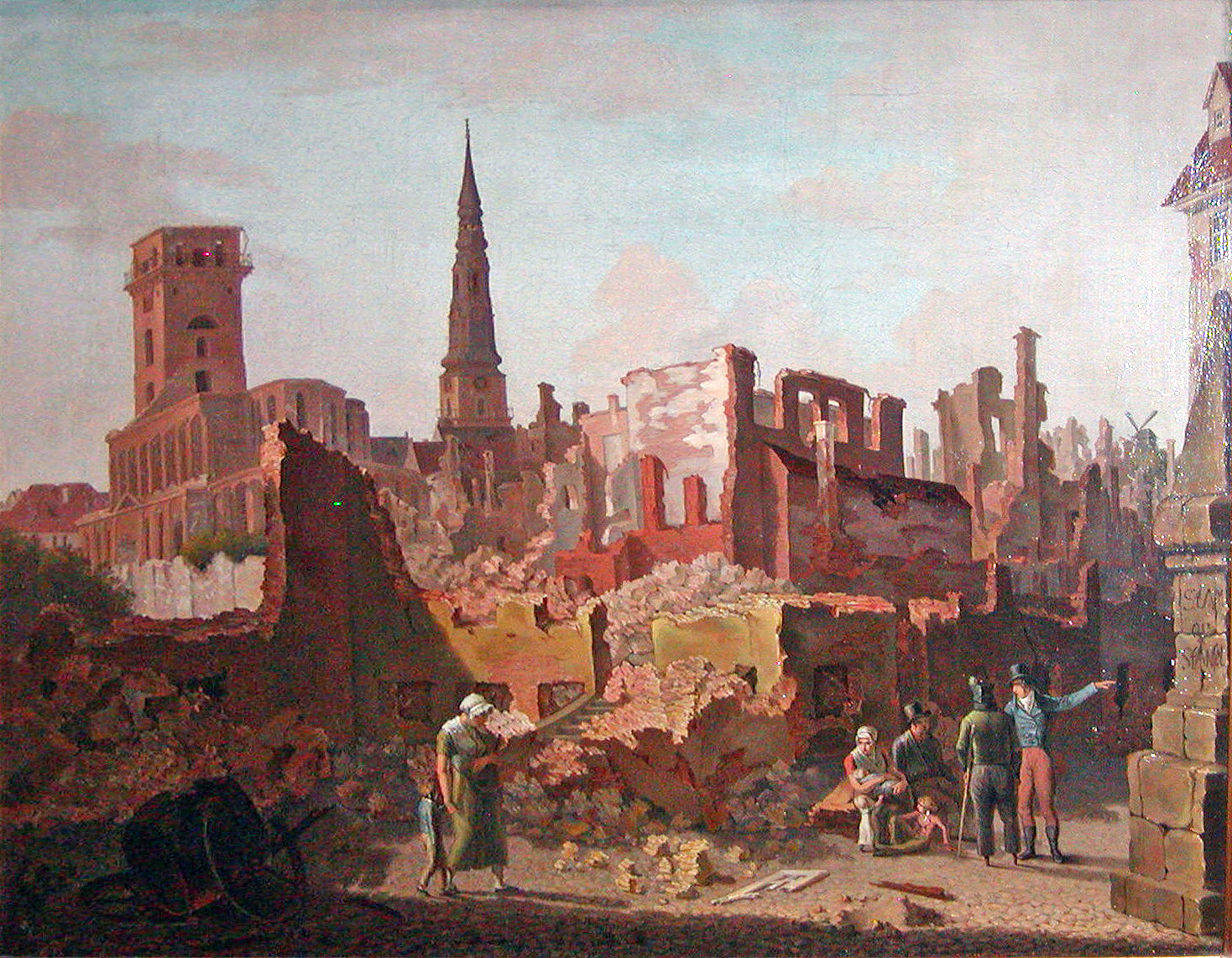
Het plein Gråbrødretorv na het bombardement

Op 5 september besloten de Denen dat het genoeg was geweest en begonnen onderhandelingen met de Britten. Twee dagen later, op 7 september, werd de Deense capitulatie getekend, waarbij de Denen overeenkwamen om hun gehele vloot en de vlootvoorraden aan de Britten over te geven. Ook mochten de Britten het vestingwerk Kastellet bezetten terwijl ze voorbereidingen troffen voor de terugreis. De Britten kwamen op hun beurt overeen om Kopenhagen binnen zes weken te verlaten. Kroonprins Frederik had bevel gegeven aan generaal Peymann, die de leiding had over de Deense verdediging, om de Deense vloot in brand te steken, maar Peymann deed dat niet, om onbekende redenen. Na de confiscatie van de Deense vloot verlieten de Britten op 21 oktober Kopenhagen.
De Deense vloot die aan de Britten overgegeven werd bestond uit 18 linieschepen, 11 fregatten, twee kleinere schepen, 9 oorlogssloepen, een schoener en 26 kanonneerboten. Twee van de linieschepen werden vernietigd door de Britten. Daarnaast vernietigden de Britten nog eens drie linieschepen die in dok lagen en twee oudere fregatten. Het linieschip Neptunos kwam kort na de overgave vast te zitten en werd nabij het eiland Ven in brand gestoken. Nog eens 23 van de geconfisqueerde kanonneerboten werden door de Britten achtergelaten of vernietigd. Vijftien van de Deense linieschepen werden aan de Britse vloot toegevoegd. Maar vier van deze schepen — de Christian den Syvende (80 kanonnen), Dannemark (74), Norge (74) en Prindsesse Caroline (74) — werden ooit actief ingezet.

## Nasleep
In de Britse regering werd het nieuws van de overgave juichend onthaald. "Nooit was er iets briljanter, lofwaardiger of effectiever dan dit succes", schreef minister van Buitenlandse Zaken Canning in september.
Maar anderen veroordeelden de actie, waaronder Thomas Erskine, die tot maart 1807 als lord chancellor had gediend. "Als de hel nog niet bestond, zou de Voorzienigheid die nu scheppen om ministers te straffen voor deze verfoeilijke daad," schreef hij. Volgens de Britse oppositie was de actie een smet op het nationale karakter, en had het Denemarken veranderd van een neutraal land in een vijand van het Verenigd Koninkrijk. Canning antwoordde hierop dat de Britten in heel Europa gehaat werden en dat het Verenigd Koninkrijk geen andere keus had dan een totale oorlog op zee tegen Frankrijk uit te vechten, zonder zich er iets van aan te trekken wie zij hierdoor tegen zich in het harnas zouden jagen. De oppositie kwam met een motie van afkeuring tegen Canning, maar deze motie kreeg maar 64 voorstemmen, tegen 223 tegenstemmen.

## Gevolgen
Het verlies van de vloot betekende het definitieve einde van de bloeiperiode van Kopenhagen als een van de machtigste steden aan de Oostzee.
Het bombardement vormde het begin van de zogenaamde Kanonneerbootoorlog tussen Denemarken-Noorwegen en het Verenigd Koninkrijk, een reeks kleine zeeslagen langs de kusten van Denemarken en Noorwegen. De naam van deze oorlog refereert aan het feit dat de Denen hun oorlogsvloot waren kwijtgeraakt en in plaats daarvan kleine kanonneerboten inzetten om de Deens-Noorse kusten te verdedigen tegen de Britse vloot. De Kanonneerbootoorlog eindigde pas zeven jaar later met de Vrede van Kiel op 14 januari 1814. Denemarken moest Noorwegen afstaan aan Zweden en Helgoland aan het Verenigd Koninkrijk.